# 住鉱潤滑剤
住鉱潤滑剤株式会社（すみこうじゅんかつざい）は、東京都港区に本社を置く、住友金属鉱山全額出資の化学メーカーである。主に、二硫化モリブデンを原料とする潤滑剤の製造を行う。

## 歴史
岐阜県の平瀬鉱山は1911年に白川村平瀬集落の住民により、平瀬橋の東岸に露頭が発見されたのが始まりと伝えられる。1925年頃までは数人の個人に権利が譲渡されながら小規模に稼働していたが、1926年から1945年までは寿工業により操業された。1951年、住友金属鉱山の前身の別子鉱業の経営に移り、輝水鉛鉱のフレークと浮遊選鉱により、国内で希少な、かつ世界的にも高品質なモリブデン鉱山として採鉱が行われた。
日本大学理工学部教授で工学博士の浅川勇吉はかねてから二硫化モリブデンを含有する潤滑剤の研究を行っており、住友金属鉱山は同氏の勧めにより1954年頃より潤滑剤製造の研究を開始。1957年3月22日に資本金300万円で浅川工業株式会社を設立し、共同研究者であった浅川勇吉が社長に就いた。日本において輸入品の二硫化モリブデンの潤滑剤が流通し始めたのは1953年頃からで、まだ普及途上であった。同社でも当初は東京都三鷹市の住友金属鉱山中央研究所内の試験製造設備を改良した施設で、少人数で細々と生産する程度であった。1957年10月3日、商品名を冠した「スーパーラン工業株式会社」に社名を変更し、12月には従来の設備を増強した三鷹工場の操業を開始した。1961年10月、イギリスのローコル（Rocol）社との間で技術導入契約を調印。1962年2月1日にはスーパーラン工業株式会社から「住鉱潤滑剤株式会社」に社名を変更した。同社では、この2月1日を創立記念日としている。需要の伸びから、横浜市神奈川区菅田町に工場用地を取得。1967年5月に横浜工場が完成し、三鷹工場との併行操業ののち同年末に移転を完了した。1970年、1971年の二度にわたり隣接地を買収し、工場の増設を図った。敷地の一部は港北区にもまたがった。ところが、1972年10月に施行された工業再配置促進法では、横浜工場所在地が工場立ち退き区域の指定を受けた。第一次オイルショックによる延期ののち、1977年1月に三重県員弁郡員弁町（現 いなべ市）の住友金属鉱山所有地に三重工場竣工。同年末に横浜工場から全面移管した。
平瀬鉱山は1975年に採掘休止したのち、1981年に閉山。以降は、アメリカ合衆国コロラド州のクライマックス鉱山産の原料に切り替えた。

## 製品
主に二硫化モリブデンを原料とした固体潤滑剤を得意とする。このほかポリテトラフルオロエチレン（PTFE）系潤滑剤やグリース、防錆剤、離型剤などの製造販売も行う。